# Třída Ijtihad
Třída Ijtihad je třída pobřežních hlídkových lodí královská námořnictva Bruneje. Plavidla postavila německá loděnice Lürssen.

## Stavba
Čtyři hlídkové lodě této třídy postavila německá loděnice Lürssen. Dodány byly roku 2010. Plavidla operují z námořní základny Muara.
Jednotky třídy Ijtihad:
| Jméno        | Spuštěna | Vstup do služby | Status  |
| ------------ | -------- | --------------- | ------- |
| Ijtihad (17) |          | březen 2010     | aktivní |
| Berkat (18)  |          | březen 2010     | aktivní |
| Syafaat (19) |          | srpen 2010      | aktivní |
| Afiat (20)   |          | srpen 2010      | aktivní |

## Konstrukce
Čluny jsou vybaveny navigačním radarem Furuno 2217, elektro-optickým systém řízení palby MEOS II a systémem elektronického boje Thales Cutlass. Hlavňovou výzbroj tvoří jeden 27mm kanón Rheinmetall MLG 27 v dělové věži na přídi a dva 7,62mm kulomety. Pohonný systém tvoří dva diesely MTU 16V 4000 M93L, o celkovém výkonu 9225 hp, pohánějící dva lodní šrouby. Nejvyšší rychlost dosahuje 33 uzlů. Dosah je 1500 nám. mil při 12 uzlech.